# Сіябонга Номвете
Сіябонга Евджене Номвете (англ. Siyabonga Nomvethe, *2 грудня 1977, Дурбан, ПАР) — південноафриканський футболіст, нападник «Морока Свелловз» та національної збірної ПАР.

## Клубна кар'єра
Номвете виступав за місцеві дитячо-юнацькі команди своєї провінції, а згодом цього перспективного юнака запросили до відомої команди «Афрікан Вондерерз», а згодом він перебрався до одного з грандів Південної Африки «Кайзер Чифс», саме там цього перспективного гравця запримітили європейські скаути. І вже в наступному сезоні 2001-02 року Сіябонга підписав свій повноцінний контракт з італійським «Удінезе», але закріпитися в основі він не зумів, тому постав перед вибором - сидіти на заміні чи спробувати себе в іншій команді. І вже 2004 рік провів в оренді в «Салернітані», потім ще були «Емполі» та «Юргорден», але й ніде йому не вдалося показати свої здібності, тому він вирішив повернутися додому. Спочатку то був «Орландо Пайретс», але таки ще раз його зманили до Європи — данський «Ольборг», в якому він за три сезони зумів закріпитися в основі. Але вже з 2009 року Номвете знову на батьківщині і грає в «Морока Свелловзі». 
Учасник фінальної частини 19-ого Чемпіонату світу з футболу 2010 в Південно-Африканській Республіці, лідер й капітан команди тої епохи.

## Титули і досягнення
- Бронзовий призер Кубка африканських націй: 2000